# شبدر زرد
شبدر زرد (نام علمی: Trifolium campestre) نام یک گونه از سرده شبدر است.